# هيو إيتكن
هيو إيتكن (بالإنجليزية: Hugh Aitken)‏ هو معلم موسيقى وملحن أمريكي، ولد في 7 سبتمبر 1924، وتوفي في 24 ديسمبر 2012.

## وصلات خارجية
- هيو إيتكن على موقع ميوزك برينز (الإنجليزية)